# Magtár
A magtár olyan hagyományos gazdasági épület, amelybe a gabonát berakják. 

## Jellemzői
A csűrrel ellentétben szilárd anyagból, falazatból konstruálják. Több emeletet szokott magában foglalni; földszintje olyan magas, hogy megrakott lovaskocsi beférjen az épületbe, az emeletek magassága körülbelül 3 méter. A szellőztetés és világítás céljából kicsiny, 25-30 cm-es ablakokat alkalmaznak, amelyek biztonság és csekély helyfoglalás okából nyerték e minimális méretezést. Tűzbiztonságról és kényelmes belső közlekedésről gondoskodni kellett a magtár építésénél, amelynek különösen kikötő városokban volt nagy jelentősége.

## Képtár

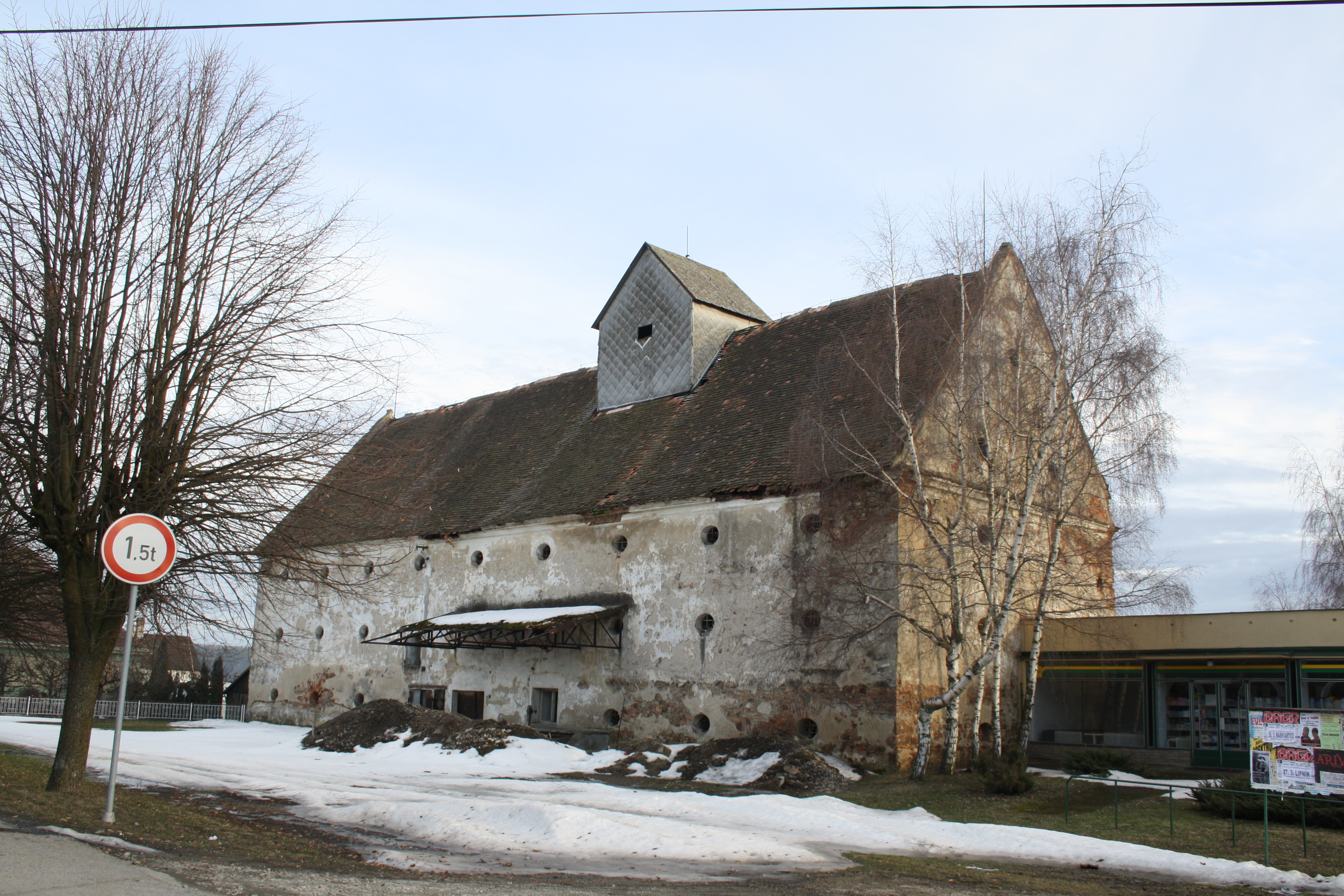
Régi magtárépület (Lesonice, Csehország)
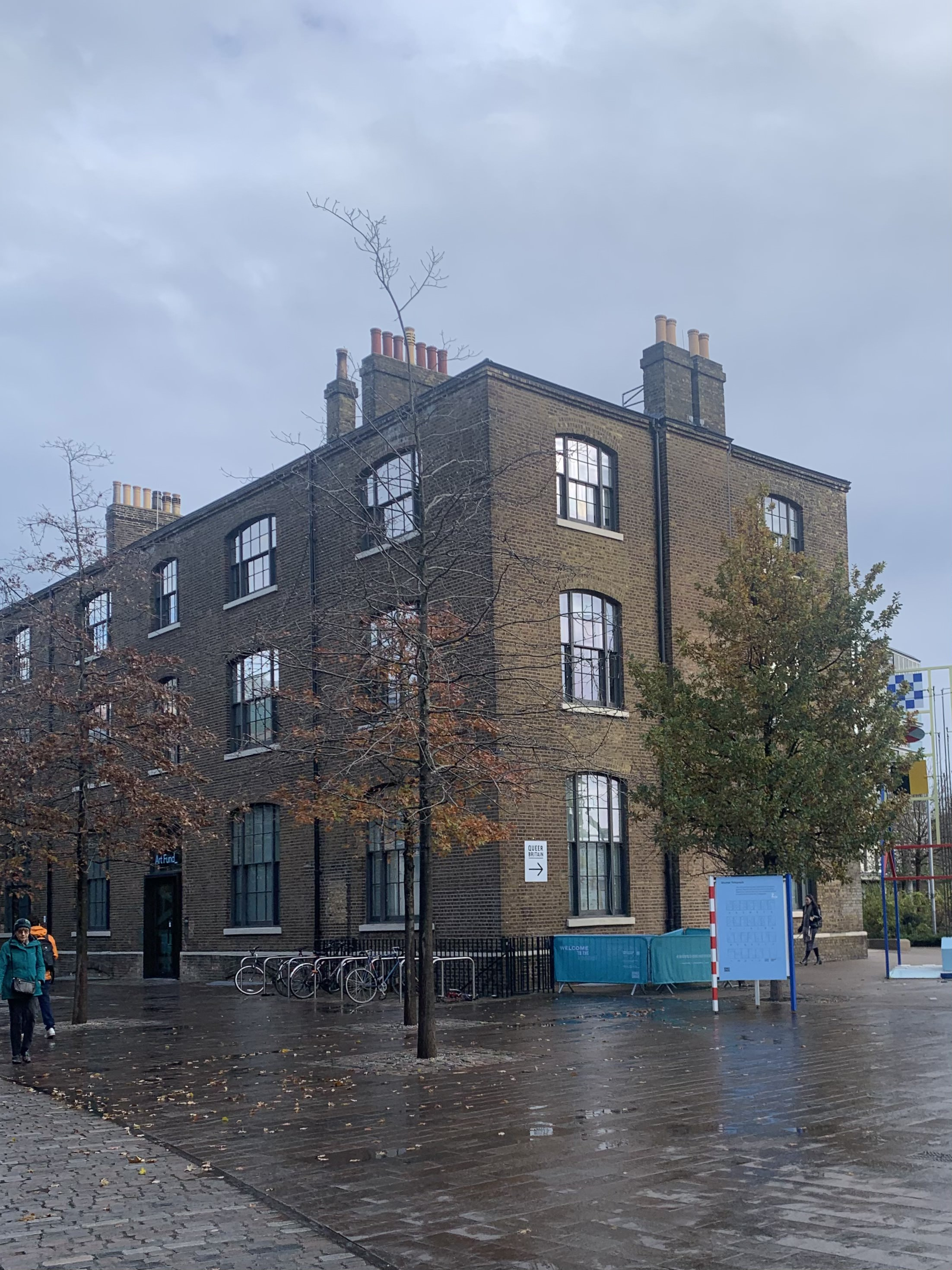
Felújított és lakóházzá átalakított ipari magtár (London, Anglia)
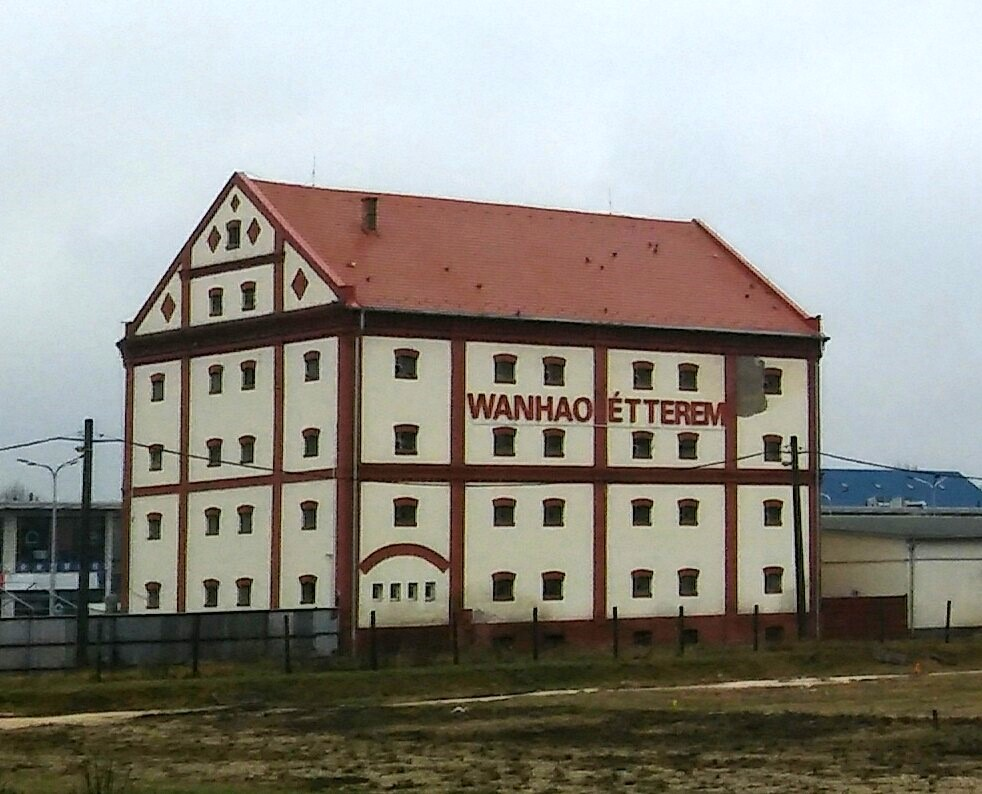
Régi ipari magtárépület (Budapest, Mázsa tér, Magyarország)
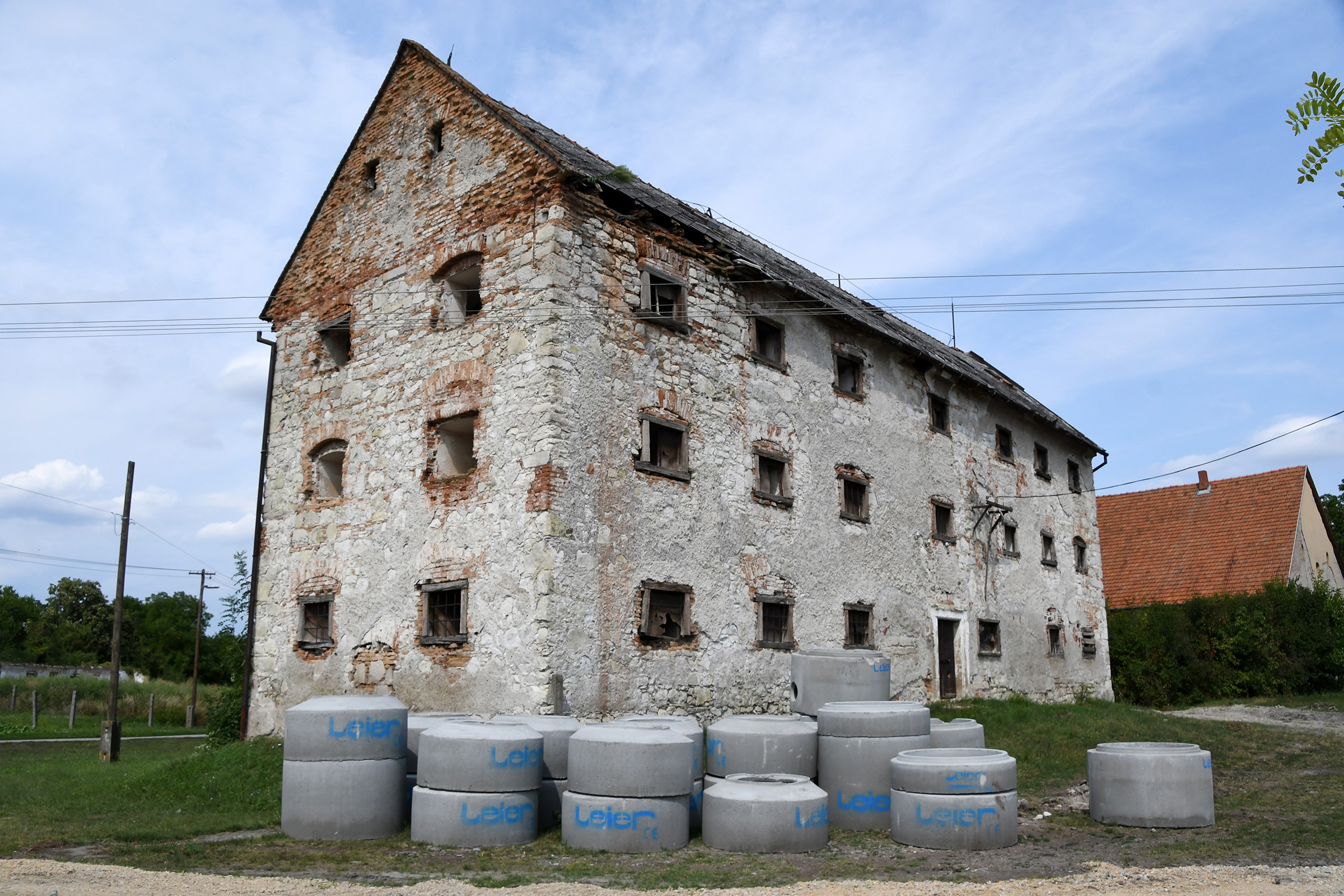
Régi magtárépület (Mezőtárkány, Magyarország)
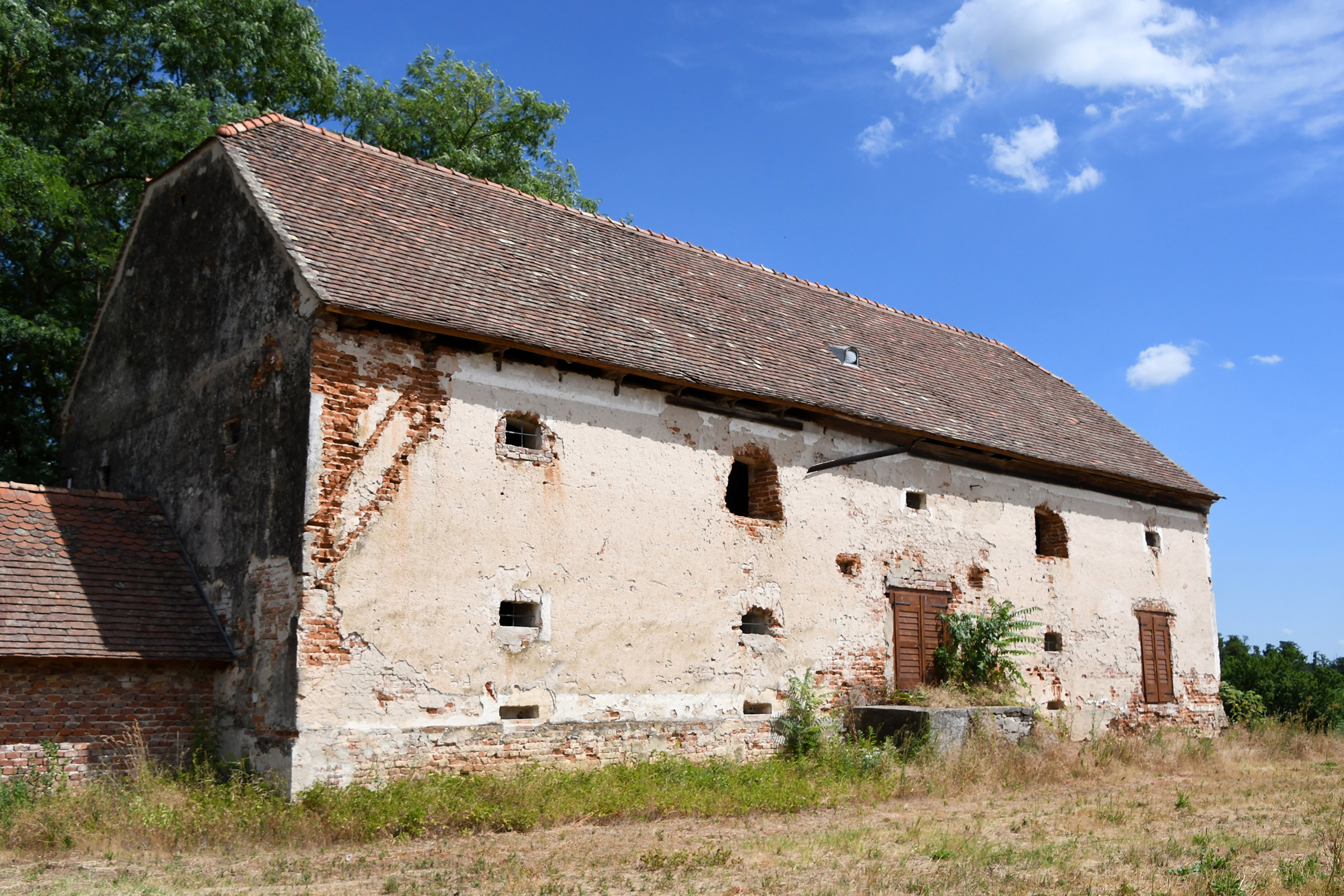
Régi magtárépület (Mike, Magyarország)